# Суслов Михайло Андрійович
Михайло Андрійович Суслов (8 (21) листопада 1902, Шаховське, тепер Павловського району Ульяновської області, Російська Федерація — 25 січня 1982, Москва) — радянський партійний та державний діяч. Член Центральної Ревізійної комісії ВКП(б) у 1939—1941 роках. Член ЦК КПРС у 1941—1982 роках. Член Політбюро ЦК КПРС, Президії ЦК КПРС (1952—1953), (1955—1982), член Оргбюро ЦК ВКП(б) (1946—1952), секретар з ідеології ЦК КПРС (1947—1982), двічі Герой Соціалістичної Праці (20.11.1962, 20.11.1972). Депутат Верховної Ради СРСР 1—10-го скликань. Депутат Верховної Ради УРСР 3—4-го скликань.

## Життєпис
Народився у селянській родині. У 1915 році закінчив сільську школу в селі Шаховському. У 1914 — серпні 1920 року — селянин у господарстві батьків у Шаховському. У 1918 році вступив до сільського комітету бідноти, у лютому 1920 року — в комсомол.
У вересні 1920 — січні 1921 року — секретар відділу Народного комісаріату пошт і телеграфів РРФСР у Москві. У лютому 1921 — серпні 1924 року — студент Пречистенського робітничого факультету в Москві.
Член РКП(б) з березня 1921 року.
У вересні 1924 — вересні 1929 року — студент Московського інституту народного господарства імені Плеханова. Одночасно з вересня 1926 по серпень 1929 року викладав політичну економію в Московському хімічному технікумі імені Карпова.
У 1929—1931 роках — аспірант Інституту економіки Комуністичної Академії. Одночасно з вересня 1929 по травень 1931 року викладав політичну економію в Московському державному університеті і Промисловій академії імені Сталіна.
З 1931 року працював в апараті Центральної контрольної комісії ВКП(б) і Наркомату Робітничо-селянської інспекції: у травні 1931 — січні 1934 року — старший інспектор ЦКК—РСІ. У січні 1934 — червні 1936 року — контролер Комісії радянського контролю при РНК СРСР.
У червні 1936 — вересні 1937 року — слухач економічного відділення Інституту Червоної професури.
У жовтні 1937 — травні 1938 року — завідувач відділу керівних партійних органів Ростовського обласного комітету ВКП(б). У травні — жовтні 1938 року — 3-й секретар Ростовського обласного комітету ВКП(б). У листопаді 1938 — лютому 1939 року — 2-й секретар Ростовського обласного комітету ВКП(б).
21 лютого 1939 — листопад 1944 року — 1-й секретар Орджонікідзевського (Ставропольського) крайового комітету ВКП(б). У 1941—1943 роках — член Військової ради Північної групи військ Закавказького фронту, член Військової ради Північно-Кавказького фронту.
У листопаді 1944 — березні 1946 року — голова Бюро ЦК ВКП(б) по Литовській РСР.
13 квітня 1946 — 12 березня 1949 року — завідувач відділу зовнішньої політики (з 1948 року — зовнішніх відносин) ЦК ВКП(б).
22 травня 1947 — 25 січня 1982 року — секретар ЦК ВКП(б) (КПРС).
Одночасно, 22 травня — 17 вересня 1947 року — начальник Управління по перевірці партійних органів ЦК ВКП(б). 17 вересня 1947 — 10 липня 1948 року — начальник Управління пропаганди і агітації ЦК ВКП(б). У травні 1949 — липні 1950 року — голова Комісії по виїздах закордон ЦК ВКП(б). 20 липня 1949 — 30 жовтня 1952 року — завідувач відділу пропаганди і агітації ЦК ВКП(б). 20 липня 1949 — 23 червня 1951 року — головний редактор газети ЦК ВКП(б) «Правда». У квітні 1953 — травні 1954 року — завідувач відділу ЦК КПРС по зв'зках із зарубіжними комуністичними партіями. У січні 1958 — жовтні 1961 року — голова Комісії ЦК КПРС з питань ідеології, культури і міжнародних культурних зв'язків. У жовтні 1964 — травні 1966 року — голова Зовнішньополітичної Комісії ЦК КПРС.
У епоху правління Леоніда Брежнєва Михайло Суслов залишався другою людиною в державно-партійній ієрархії СРСР. Його прізвисько «сірий кардинал» КПРС. Вів аскетичний спосіб життя. Як політик дотримувався вкрай консервативних та сталінських позицій. Завдяки йому в країні розквітли політична цензура, тиск КДБ на творчу інтелігенцію та переслідування інакодумців (дисидентів). Йому належить одна з вирішальних ролей в радянській агресії проти Чехословаччини (1968) та введенні радянськиїх військ у Афганістан (1979).
Помер 25 січня 1982 року у Москві. Похований на Червоній площі біля Кремлівської стіни.

## Особистість
Незважаючи на свій величезний вплив у державі, Михайло Суслов начебто був вкрай скромним у побуті та вів аскетичний спосіб життя. Він був ввічливим, поводився привітно та доброзичливо як з підлеглими, так і з ідеологічними супротивниками. Дуже тепло ставився до своїх рідних місць. Переказував у рідну школу свої гроші на бібліотеку та обладнання. На різні свята Михайло Андрійович надсилав посилки, у яких були книжки, опис видань, і навіть побажання. Слідував усім канонам марксизму-ленінізму та любив порядок, був дуже жорстким керівником. На всі виступи він давав 5-7 хвилин, а якщо хтось довго розмовляв, то просто обривав його і казав: «Дякую». Кадрові та робочі питання Суслов теж вирішував різко. Якщо він надовго їхав, то після приїзду скасовував усі прийняті без нього рішення. А якщо рішення з питання вже було прийнято навіть за участю Брежнєва, то він міг легко його скасувати та піти доводити генсеку свою думку.
Майже не вживав спиртного. Іноді міг випити чарку українського червоного вина — Оксамит. Не палив. Леонід Ілліч Брежнєв, коли до його кабінету повинен був зайти Суслов, за спогадами охоронців, негайно гасив цигарку та наказував провітрити приміщення. Під час перегляду хокейних матчів, коли «перекурити» під час перерви було для членів Політбюро на чолі з генсеком чимось подібним до ритуалу, у присутності Суслова навіть попільнички прибирали.
Він не приймав взагалі жодних подарунків та хабарів. Навіть книгу брав, лише якщо її презентував сам автор.
Повертаючись із закордонних поїздок, він усю валюту віддавав у касу, до копійки розплачувався у їдальні за комплексні обіди. Коли помер Суслов, у нього в сейфі виявили цілі пачки квитанцій. Багато років він переводив частину своєї зарплати до Радянського фонду миру, але ніхто про це не здогадувався. Регулярно запрошував бухгалтера апарату ЦК КПРС та здавав йому під розписку частину своєї зарплати та всі перерахування від гонорарів. Гроші ці направлялися до Фонду дострокового завершення п'ятирічки та до Фонду миру. Колишній секретар Ленінградського обкому партії (пізніше — член Політбюро) Г. В. Романов розповідав, що Суслов, який свого часу одержав болгарську Димитровську премію, всі отримані при цьому гроші (значну, особливо за тогочасним часом, суму — 10 тисяч доларів) передав у фонд будівництва меморіалу Піскарьовського цвинтаря. Його родичі заявляли, що дізналися про це після смерті Суслова.
Любив прогулянки. З ігор — доміно, волейбол, іноді підходив до більярдного столу, але більш за все любив читати. Систематизував книги, розкладав на полицях. Вносив туди свої позначки та записи.

## Нагороди та звання
- двічі Герой Соціалістичної Праці (20.11.1962, 20.11.1972)
- п'ять орденів Леніна (16.03.1940, 20.11.1952, 20.11.1962, 2.12.1971, 20.11.1972)
- орден Жовтневої Революції (18.11.1977)
- орден Вітчизняної війни І ст. (24.03.1945)
- орден Клемента Готвальда (22.11.1977)
- медалі